# Kara (Band)
KARA (koreanisch 카라) ist eine südkoreanische Girlgroup der zweiten K-Pop-Generation, die 2007 von DSP Media gegründet wurde und sich 2016 auflöste. Ende 2022 feierten sie, nach 6 Jahren Pause, ihr Comeback.

## Name und Fans
Der Gruppenname Kara wurde von Bandleader Gyuri ausgewählt. Er kommt von dem griechischen Wort „chara“ („χαρά“) und wird von der Gruppe als „süße Melodie“ interpretiert. Ihr offizieller Fanclub heißt Kamilia (카밀리아), ein Kofferwort aus KARA und familia (dem spanischen Wort für Familie).

## Geschichte

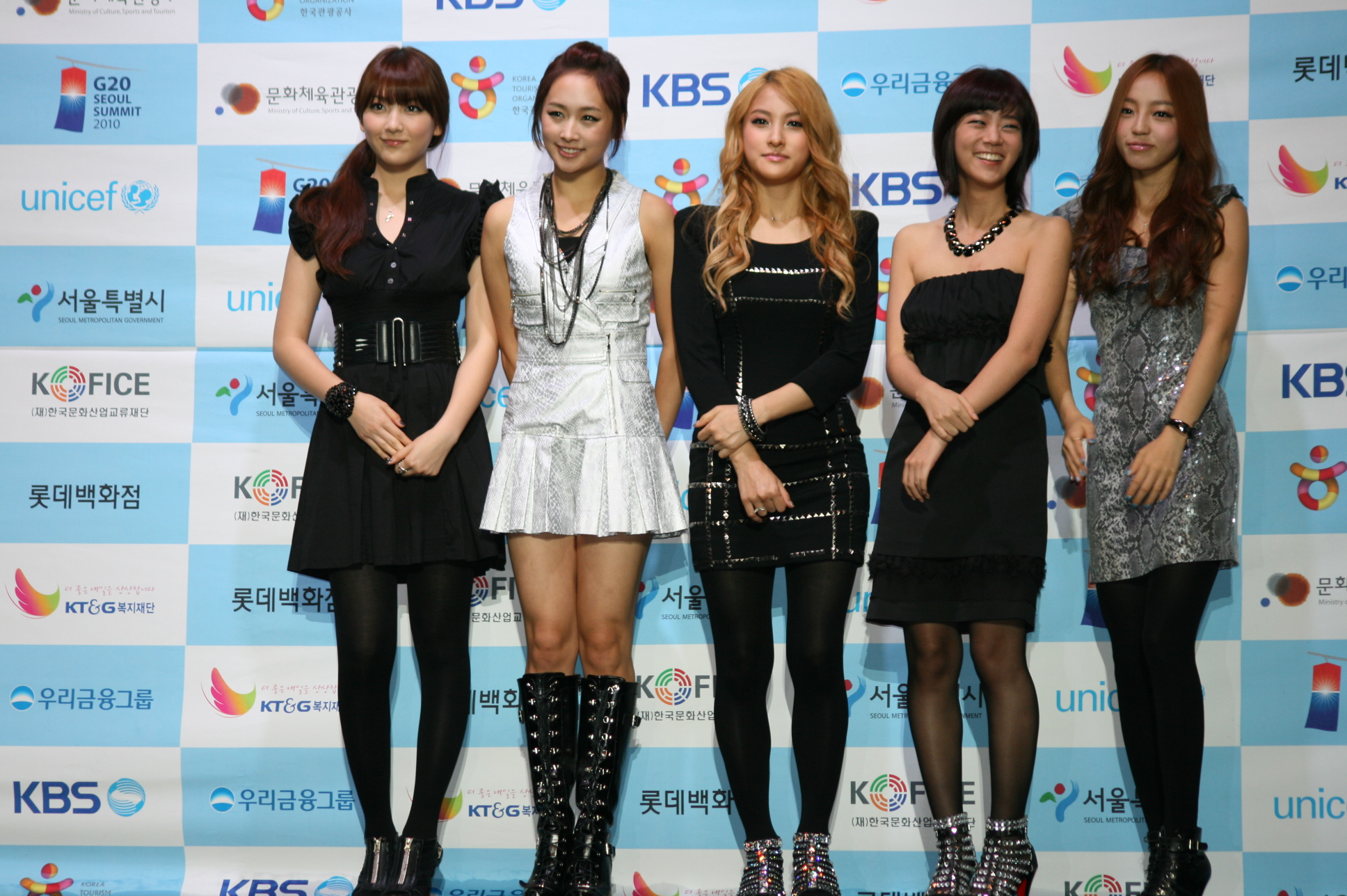
Kara (2009)

### 2007: Anfänge
KARA debütierte 2007 mit den vier Mitgliedern Gyuri (Leader), Seungyeon, Sunghee und Nicole. Von DSP Entertainment wurde die Gruppe als Nachfolger von Fin.K.L gepriesen. Ihr erstes Studioalbum, the First Bloooooming, wurde am 29. März 2007 in Südkorea veröffentlicht. Das Album ist geprägt durch R&B- und Popmusik. Um das Album zu präsentieren, erhielten die Lieder Break It, Mame Deulmyeon („맘에 들면“, If U Wanna) und Secret World Musikvideos und wurden live aufgeführt. The First Bloooooming war mäßig erfolgreich. Im Juli beendete die Gruppe die Promotionen für das Album.

### 2008: Abgang von Sunghee,Rock U
Die Gruppe begann mit der Vorbereitung für die nächste Veröffentlichung. Jedoch wurde am 28. Februar 2008 bekanntgegeben, dass Sung-hee die Gruppe verlässt. Sie hatte ihrem Vater versprochen, trotz ihres Engagements in der Gruppe erfolgreich die Schule bestehen zu können. Als sie jedoch durch die Aufnahmeprüfung für die Universität fiel, holte ihr Vater sie aus der Gruppe.
DSP Media kündigte daraufhin an, zwei weitere Mitglieder casten zu wollen. Gu Ha-ra und Kang Ji-young wurden nach drei Monaten aus 6000 Bewerbern als neue Mitglieder ausgewählt. Am 24. Juli 2008 veröffentlichte die neu formierte fünfköpfige Gruppe ihre erste EP, Rock U. Dieses unterscheidet sich musikalisch vom ersten Album, da die Lieder der EP keine R&B-Elemente enthalten, sondern süßen und verspielten Pop.

### Pretty Girl
Am 2. Dezember 2008 wurde das Musikvideo zu Pretty Girl veröffentlicht, die EP Pretty Girl erschien am 4. Dezember. Durch Pretty Girl wurde die Gruppe sehr populär. Aufgrund des engen Terminplans der Gruppe wurden einige Gruppenmitglieder nach einem Auftritt bei KBS Music Bank am 19. Dezember wegen Erschöpfung und Erkältung in ein Krankenhaus eingeliefert.

### 2009
Am 28. Januar 2009 startete auf der offiziellen Webseite von Kara eine Abstimmung über die Nachfolgesingle von Pretty Girl, die am 2. Februar endete. Das Lied Honey gewann mit 60 % aller Stimmen. Honey wurde der erste Nummer-eins-Hit der Gruppe, in dem das Lied den Spitzenplatz in Mnets M! Countdown erreichte. Außerdem gewann die Gruppe mit dem Lied einen Mutizen in der Sendung The Music Trend von SBS.

### Revolution
Durch den Erfolg von Pretty Girl und Honey erhielt die Gruppe mehr Aufmerksamkeit. Nicole gehörte ab dem 20. Dezember 2008 der Fernsehshow Star Golden Bell an. Außerdem moderierten KARA die Sendung J-Pop Wave auf MTV Korea. Danach moderierten sie die vierte Staffel von Idol Show. Später erhielten sie auf MTV ihre erste eigene Sendung namens Meta Friends.
Das Lied Wanna erschien am 28. Juli 2009 zum Download während das Album Revolution am 30. Juli erschien. Am 31. Juli trat die Gruppe in der KBS-Sendung Music Bank erstmals mit „Wanna“ und „Mister“ auf. Insbesondere Mister wurde sehr populär aufgrund der dazugehörigen Choreographie, den „Po-Tanz“ (엉덩이춤). Durch Mister und die dadurch ansteigende Beliebtheit erhielt die Gruppe im Oktober 2009 mehr Werbeaufträge als in den gesamten zwei Jahren zuvor.

### 2010: Lupin und japanisches Debüt
Am 17. Februar 2010 erschien Karas dritte EP Lupin mit der gleichnamigen Single eine Woche später. Das Musikvideo erreichte bis zu 90.000 Aufrufe auf YouTube in den ersten zwei Stunden. Der Song erreichte zweimal die Spitzenposition bei M! Countdown, gewann erneut einen Mutizen bei Inkigayo und erreichte das erste Mal Platz 1 in den Music Bank Charts, wo sie 3 Wochen anführten.
Anschließend begannen sie eine japanische PR-Tour, um ihr japanisches Debüt zu bewerben. Für diesen unterzeichneten sie einen Plattenvertrag mit Universal Music Japans Sublabel, Universal Sigma. Am 11. August 2010 erschien die japanische Version ihrer Erfolgssingle Mister, die die erste Singleauskoppelung ihres japanischen Debütalbums darstellte. Die Single würde, mit mehr als 2 Millionen Downloads im Jahre 2012, den Rekord des meistgedownloadeten koreanischen Song in Japan aller Zeiten aufstellen.
Ende September 2010 erschien ihr erstes Kompilationsalbum Kara Best 2007-2010. Zwei Monate später teilte die RIAJ mit, dass es mit Gold zertifiziert wurde, was Kara zur ersten koreanischen Idolgruppe seit den 1990ern machte, die mit einem koreanischsprachigen Album diese Zertifizierung erhielt.
Im Oktober 2010 vertritt Kara Südkorea beim Asia Song Festival, einem Eurovision Song Contest ähnlichem Event.
Als zweite Single ihres japanischsprachigen Debütalbums erschien am 10. November 2010 Jumping. Die Single erreichte Platz 2 der Oricon-Charts. In Korea gewannen sie mit der koreanischen Version, die dort separat erschien, ihre vierte Nummer 1 in den Music Bank Charts und einen Mutizen bei der 600. Folge der Musikshow Inkigayo.
Am 24. November 2010 erschien ihr erstes japanischsprachiges Album Girl’s Talk, das Platz 2 in den japanischen Oricon-Charts erreichte und mit Doppelplatin ausgezeichnet wurde.
Oricon titelte Kara als erfolgreichsten Newcomer des Jahres mit Einnahmen von 1,3 Milliarden Yen (15,4 Millionen $) und 493.000 verkauften Einheiten.

### Ab 2011
Am 6. April 2011 erschien in Japan die Single Jet Coaster Love aus ihrem zweiten japanischsprachigen Album Super Girl. Das Lied erreichte den ersten Platz der Oricon-Charts und wurde von der RIAJ mit der Goldenen Schallplatte ausgezeichnet. Der Gewinn aus den Verkäufen wurde zur Hilfe der Opfer des Tōhoku-Erdbebens gespendet.
Ihr drittes koreanischsprachiges Album Step erschien am 6. September 2011. 2012 folgte das japanischsprachige Album Girls Forever, 2013 das ebenfalls japanischsprachige Album Fantastic Girls und das koreanischsprachige Album Full Bloom.
Mitte Januar 2014 gab DSP Media bekannt, dass Nicole Jung ihren am 16. Januar auslaufenden Vertrag nicht verlängern werde, um zurück in die Vereinigten Staaten zu gehen und dort zu studieren. Kang Ji-young gab am 16. Januar 2014 bekannt, dass sie ihren im April 2014 auslaufenden Vertrag ebenfalls wegen eines Studiums im Ausland nicht verlängern werde.
Im Januar 2016 gab DSP Media die Auflösung der Gruppe bekannt, da die Mitglieder Park Gyu-ri, Han Seung-yeon und Gu Ha-ra ihre Verträge nicht verlängerten.

## Mitglieder
| Name                 | Geburtsname           | Geburtstag (Alter)                      | Geburtsort  | Position                    |
| -------------------- | --------------------- | --------------------------------------- | ----------- | --------------------------- |
| Gyuri 규리           | Park Gyu-ri 박규리    | 21. Mai 1988 (36)                       | Seoul       | Team leader Lead Vocal      |
| Seungyeon 승연       | Han Seung-yeon 한승연 | 24. Juli 1988 (36)                      | Seoul       | Main Vocal                  |
| Nicole 니콜          | Jung Yong-joo 정용주  | 7. Oktober 1991 (33)                    | Los Angeles | Vocal, Main Dance, Main Rap |
| Jiyoung 지영         | Kang Ji-young 강지영  | 18. Januar 1994 (31)                    | Paju        | Vocal, Rap                  |
| Youngji 영지         | Heo Young-ji 허영지   | 30. August 1994 (30)                    | Goyang      | Vocal, Lead Dance, Main Rap |
| Ehemalige Mitglieder |                       |                                         |             |                             |
| Hara 하라            | Goo Ha-ra 구하라      | 3. Januar 1991 (28) † 24. November 2019 | Gwangju     | Vocal, Main Dance           |
| Sunghee 성희         | Kim Sung-hee 김성희   | 17. Mai 1989 (35)                       | Seoul       | Main Vocal                  |

## Diskografie

### Studioalben
| Jahr | Titel                 | Höchstplatzierung, Gesamtwochen, AuszeichnungChartplatzierungen (Jahr, Titel, Platzierungen, Wochen, Auszeichnungen, Anmerkungen) | Höchstplatzierung, Gesamtwochen, AuszeichnungChartplatzierungen (Jahr, Titel, Platzierungen, Wochen, Auszeichnungen, Anmerkungen) | Anmerkungen                             |
| Jahr | Titel                 | KR | JP | Anmerkungen                             |
| ---- | --------------------- | --- | --- | --------------------------------------- |
| 2007 | The First Bloooooming | KR2 (24 Wo.)KR | — | Erstveröffentlichung: 3. März 2007      |
| 2009 | Revolution            | KR3 (77 Wo.)KR | JP86 (1 Wo.)JP | Erstveröffentlichung: 30. Juli 2009     |
| 2010 | Girl’s Talk           | — | JP2 ×2Doppelplatin · (62 Wo.)JP                                                                                                   | Erstveröffentlichung: 24. November 2010 |
| 2011 | Step                  | KR1 (25 Wo.)KR | JP5 (15 Wo.)JP | Erstveröffentlichung: 6. September 2011 |
| 2011 | Super Girl            | — | JP1 ×3Dreifachplatin · (46 Wo.)JP                                                                                                 | Erstveröffentlichung: 16. November 2011 |
| 2012 | Girls Forever         | — | JP2 Platin · (18 Wo.)JP | Erstveröffentlichung: 14. November 2012 |
| 2013 | Fantastic Girls       | — | JP3 (12 Wo.)JP | Erstveröffentlichung: 28. August 2013   |
| 2013 | Full Bloom            | KR1 (8 Wo.)KR | JP25 (12 Wo.)JP | Erstveröffentlichung: 2. September 2013 |
| 2015 | Girl’s Story          | — | JP6 (7 Wo.)JP | Erstveröffentlichung: 17. Juni 2015     |

grau schraffiert: keine Chartdaten aus diesem Jahr verfügbar

### Kompilationen
| Jahr | Titel               | Höchstplatzierung, Gesamtwochen, AuszeichnungChartplatzierungen (Jahr, Titel, Platzierungen, Wochen, Auszeichnungen, Anmerkungen) | Höchstplatzierung, Gesamtwochen, AuszeichnungChartplatzierungen (Jahr, Titel, Platzierungen, Wochen, Auszeichnungen, Anmerkungen) | Anmerkungen                              |
| Jahr | Titel               | KR | JP | Anmerkungen                              |
| ---- | ------------------- | --- | --- | ---------------------------------------- |
| 2010 | Kara Best 2007–2010 | — | JP2 Platin · (83 Wo.)JP | Erstveröffentlichung: 29. September 2010 |
| 2012 | Collection          | — | JP3 (16 Wo.)JP | Erstveröffentlichung: 5. September 2012  |
| 2012 | Solo Collection     | KR3 (3 Wo.)KR | JP91 (3 Wo.)JP | Erstveröffentlichung: 4. Dezember 2012   |
| 2013 | Best Girls          | — | JP5 Gold · (13 Wo.)JP | Erstveröffentlichung: 27. November 2013  |

### EPs
| Jahr | Titel       | Höchstplatzierung, Gesamtwochen, AuszeichnungChartplatzierungen (Jahr, Titel, Platzierungen, Wochen, Auszeichnungen, Anmerkungen) | Höchstplatzierung, Gesamtwochen, AuszeichnungChartplatzierungen (Jahr, Titel, Platzierungen, Wochen, Auszeichnungen, Anmerkungen) | Anmerkungen                             |
| Jahr | Titel       | KR | JP | Anmerkungen                             |
| ---- | ----------- | --- | --- | --------------------------------------- |
| 2008 | Rock U      | KR8 (22 Wo.)KR | JP106 (1 Wo.)JP | Erstveröffentlichung: 25. Juli 2008     |
| 2008 | Pretty Girl | KR23 (18 Wo.)KR | JP105 (1 Wo.)JP | Erstveröffentlichung: 4. Dezember 2008  |
| 2010 | Lupin       | KR1 (59 Wo.)KR | JP100 Gold (Digital) · (3 Wo.)JP                                                                                                  | Erstveröffentlichung: 17. Februar 2010  |
| 2010 | Jumping     | KR1 (34 Wo.)KR | JP52 (14 Wo.)JP | Erstveröffentlichung: 10. November 2010 |
| 2012 | Pandora     | KR1 (8 Wo.)KR | JP15 (14 Wo.)JP | Erstveröffentlichung: 22. August 2012   |
| 2014 | Day & Night | KR3 (7 Wo.)KR | JP26 (8 Wo.)JP | Erstveröffentlichung: 18. August 2014   |
| 2015 | In Love     | KR2 (4 Wo.)KR | — | Erstveröffentlichung: 26. Mai 2015      |
| 2022 | Move Again  | KR16 (4 Wo.)KR | JP7 (13 Wo.)JP | Erstveröffentlichung: 29. November 2022 |

### Wiederveröffentlichungen
| Jahr | Titel                       | Höchstplatzierung, Gesamtwochen, AuszeichnungChartplatzierungen (Jahr, Titel, Platzierungen, Wochen, Auszeichnungen, Anmerkungen) | Höchstplatzierung, Gesamtwochen, AuszeichnungChartplatzierungen (Jahr, Titel, Platzierungen, Wochen, Auszeichnungen, Anmerkungen) | Anmerkungen                            |
| Jahr | Titel                       | KR | JP | Anmerkungen                            |
| ---- | --------------------------- | --- | --- | -------------------------------------- |
| 2009 | Pretty Girl Special Edition | — | JP103 (1 Wo.)JP | Erstveröffentlichung: 12. Februar 2009 |

grau schraffiert: keine Chartdaten aus diesem Jahr verfügbar

### Singles
| Jahr                   | Titel Album                                                | Höchstplatzierung, Gesamtwochen, AuszeichnungChartplatzierungen (Jahr, Titel, Album, Platzierungen, Wochen, Auszeichnungen, Anmerkungen) | Höchstplatzierung, Gesamtwochen, AuszeichnungChartplatzierungen (Jahr, Titel, Album, Platzierungen, Wochen, Auszeichnungen, Anmerkungen) | Anmerkungen |
| Jahr                   | Titel Album                                                | KR | JP | Anmerkungen |
| ---------------------- | ---------------------------------------------------------- | --- | --- | --- |
| Südkoreanische Singles |                                                            | | | |
|                        |                                                            | | | |
| 2010                   | Lupin                                                      | KR1 (17 Wo.)KR | — | Erstveröffentlichung: 19. November 2010                                                                        |
| 2010                   | Jumping                                                    | KR3 (14 Wo.)KR | — | Erstveröffentlichung: 19. November 2010                                                                        |
| 2011                   | Step                                                       | KR2 (10 Wo.)KR | — | Erstveröffentlichung: 6. September 2011                                                                        |
| 2012                   | Pandora                                                    | KR2 (11 Wo.)KR | — | Erstveröffentlichung: 2012                                                                                     |
| 2013                   | Runaway (둘 중에 하나) Full Bloom                          | KR9 (5 Wo.)KR | — | Erstveröffentlichung: 2013                                                                                     |
| 2013                   | Damaged Lady (숙녀가 못 돼) Full Bloom                     | KR4 (6 Wo.)KR | — | Erstveröffentlichung: 2013                                                                                     |
| 2014                   | Mamma Mia! Day & Night                                     | KR10 (7 Wo.)KR | — | Erstveröffentlichung: 27. August 2014                                                                          |
| 2015                   | Cupid In Love                                              | KR14 (6 Wo.)KR | — | Erstveröffentlichung: 2015                                                                                     |
| 2022                   | When I Move Move Again (Japan Edition)                     | KR13 (18 Wo.)KR | — | Erstveröffentlichung: 2022                                                                                     |
| 2024                   | Hello –                                                    | — | — | Erstveröffentlichung: 2024                                                                                     |
| 2024                   | I Do I Do –                                                | — | — | Erstveröffentlichung: 2024                                                                                     |
| Japanische Singles     |                                                            | | | |
|                        |                                                            | | | |
| 2010                   | Mister Revolution and Girl’s Talk                          | — | JP5 Gold + Diamant (Digital) · (55 Wo.)JP                                                                                                | Erstveröffentlichung: 11. August 2010 · + JP: ×2Doppelplatin (Downloads) , + JP: ×3Dreifachplatin (Klingelton) |
| 2010                   | Jumping Jumping and Girl’s Talk                            | — | JP5 Gold + Diamant (Digital) · (30 Wo.)JP                                                                                                | Erstveröffentlichung: 10. November 2010 · + JP: ×2Doppelplatin (Klingelton)                                    |
| 2011                   | Jet Coaster Love Super Girl                                | — | JP1 Gold + Platin (Downloads) · (33 Wo.)JP                                                                                               | Erstveröffentlichung: 6. April 2011 · + JP: Platin (Mobile Downloads)                                          |
| 2011                   | Go Go Summer! Super Girl                                   | — | JP2 ×2Gold + Doppelplatin (Klingelton) · (25 Wo.)JP                                                                                      | Erstveröffentlichung: 29. Juni 2011 · + JP: Platin (Downloads), + JP: Platin (Mobile Downloads)                |
| 2011                   | Winter Magic Super Girl                                    | — | JP3 Gold + Gold (Downloads) · (16 Wo.)JP                                                                                                 | Erstveröffentlichung: 19. Oktober 2011 · + JP: Gold (Mobile Downloads)                                         |
| 2012                   | Speed Up / Girls Power Girls Forever                       | — | JP2 Gold · (21 Wo.)JP | Erstveröffentlichung: 21. März 2012                                                                            |
| 2012                   | Electric Boy Girls Forever                                 | — | JP2 Gold · (8 Wo.)JP | Erstveröffentlichung: 17. Oktober 2012                                                                         |
| 2013                   | Bye Bye Happy Days! Fantastic Girls                        | — | JP2 (8 Wo.)JP | Erstveröffentlichung: 27. März 2013                                                                            |
| 2013                   | Thank You Summer Love Fantastic Girls                      | — | JP2 (6 Wo.)JP | Erstveröffentlichung: 24. Juli 2013                                                                            |
| 2013                   | French Kiss Best Girls                                     | — | JP7 (4 Wo.)JP | Erstveröffentlichung: 27. November 2013                                                                        |
| 2014                   | Mamma Mia! Day & Night and Girl’s Story                    | — | JP6 (8 Wo.)JP | Erstveröffentlichung: 27. August 2014                                                                          |
| 2015                   | サマー☆ジック / Sunshine Miracle / Sunny Days Girl’s Story | — | JP2 (4 Wo.)JP | Erstveröffentlichung: 5. Mai 2015                                                                              |
| 2024                   | I Do I Do –                                                | — | JP7 (7 Wo.)JP | Erstveröffentlichung: 14. August 2024                                                                          |

### Videoalben
| Jahr | Titel                                                                 | Höchstplatzierung, Gesamtwochen, AuszeichnungChartplatzierungen (Jahr, Titel, Platzierungen, Wochen, Auszeichnungen, Anmerkungen) | Höchstplatzierung, Gesamtwochen, AuszeichnungChartplatzierungen (Jahr, Titel, Platzierungen, Wochen, Auszeichnungen, Anmerkungen) | Anmerkungen                              |
| Jahr | Titel                                                                 | KR | JP | Anmerkungen                              |
| ---- | --------------------------------------------------------------------- | --- | --- | ---------------------------------------- |
| 2009 | KARAdise 2010 Season’s Greeting                                       | — | — | Erstveröffentlichung: 8. Dezember 2009   |
| 2010 | MBC DVD Collection: Kara Sweet Muse Gallery                           | — | JP36 (20 Wo.)JP | Erstveröffentlichung: 23. Juni 2010      |
| 2010 | Karafull DVD-Box                                                      | — | JP94 (2 Wo.)JP | Erstveröffentlichung: 4. August 2010     |
| 2010 | Kara Vacation                                                         | — | JP94 (2 Wo.)JP | Erstveröffentlichung: 1. September 2010  |
| 2011 | KARAdise 2011 Season’s Greeting From Thai                             | — | JP9 (3 Wo.)JP | Erstveröffentlichung: 26. Januar 2011    |
| 2011 | Kara Best Clips                                                       | — | JP1 Platin · (57 Wo.)JP | Erstveröffentlichung: 23. Februar 2011   |
| 2011 | UraKARA Vol.1                                                         | — | JP14 (4 Wo.)JP | Erstveröffentlichung: 6. April 2011      |
| 2011 | UraKARA Vol.2                                                         | — | JP13 (3 Wo.)JP | Erstveröffentlichung: 27. April 2011     |
| 2011 | UraKARA Vol.3                                                         | — | JP14 (3 Wo.)JP | Erstveröffentlichung: 25. Mai 2011       |
| 2011 | UraKARA Vol.4                                                         | — | JP16 (3 Wo.)JP | Erstveröffentlichung: 25. Mai 2011       |
| 2011 | メイキング・オブ UraKARA                                              | — | JP9 (4 Wo.)JP | Erstveröffentlichung: 29. Juni 2011      |
| 2011 | Kara’s All About Beauty                                               | — | JP3 (7 Wo.)JP | Erstveröffentlichung: 12. Oktober 2011   |
| 2011 | Kara Vacation 2                                                       | — | — | Erstveröffentlichung: 21. Dezember 2011  |
| 2011 | Kara Bakery With Photo DVD                                            | — | JP91 (2 Wo.)JP | Erstveröffentlichung: 23. Dezember 2011  |
| 2012 | KARAdise 2012, In Paris                                               | — | JP7 (5 Wo.)JP | Erstveröffentlichung: 25. Januar 2012    |
| 2012 | Step It Up                                                            | — | JP3 (6 Wo.)JP | Erstveröffentlichung: 15. Februar 2012   |
| 2012 | Kara Best Clips II & Shows                                            | — | JP1 Gold · (34 Wo.)JP | Erstveröffentlichung: 29. Februar 2012   |
| 2012 | Kara 1st Japan Tour 2012 Karasia                                      | — | JP1 (16 Wo.)JP | Erstveröffentlichung: 14. November 2012  |
| 2012 | 2012 The 1st Concert Karasia in Olympic Gymnastics Arena Seoul        | — | JP12 (6 Wo.)JP | Erstveröffentlichung: 26. Dezember 2012  |
| 2013 | Karasia 2013 Happy New Year in Tokyo Dome                             | — | JP8 (13 Wo.)JP | Erstveröffentlichung: 27. März 2013      |
| 2013 | Kara The Animation                                                    | — | — | Erstveröffentlichung: 10. Mai 2013       |
| 2013 | Kara Best Clips III                                                   | — | JP7 (9 Wo.)JP | Erstveröffentlichung: 26. Juni 2013      |
| 2014 | Kara 2nd Japan Tour 2013 Karasia                                      | — | JP4 (9 Wo.)JP | Erstveröffentlichung: 19. März 2014      |
| 2014 | Secret Love DVD-Box                                                   | — | JP27 (1 Wo.)JP | Erstveröffentlichung: 24. September 2014 |
| 2014 | KARA ~Day & Night~ Showcase                                           | — | JP17 (3 Wo.)JP | Erstveröffentlichung: 3. Dezember 2014   |
| 2015 | Kara The 3rd Japan Tour Karasia                                       | — | JP14 (6 Wo.)JP | Erstveröffentlichung: 18. März 2015      |
| 2015 | Kara the Fit                                                          | — | JP17 (3 Wo.)JP | Erstveröffentlichung: 29. Juli 2015      |
| 2015 | Kara The 4th Japan Tour 2015 Karasia                                  | — | JP17 (6 Wo.)JP | Erstveröffentlichung: 16. Dezember 2015  |
| 2016 | Forever Kara Blu-ray Complete Box 2010-2015 – All Japan Tours & Clips | — | — | Erstveröffentlichung: 29. Juni 2016      |

grau schraffiert: keine Chartdaten aus diesem Jahr verfügbar

### Boxsets
| Jahr | Titel                         | Höchstplatzierung, Gesamtwochen, AuszeichnungChartplatzierungen (Jahr, Titel, Platzierungen, Wochen, Auszeichnungen, Anmerkungen) | Höchstplatzierung, Gesamtwochen, AuszeichnungChartplatzierungen (Jahr, Titel, Platzierungen, Wochen, Auszeichnungen, Anmerkungen) | Anmerkungen                          |
| Jahr | Titel                         | KR | JP | Anmerkungen                          |
| ---- | ----------------------------- | --- | --- | ------------------------------------ |
| 2010 | Special Premium Box for Japan | — | JP29 (3 Wo.)JP | Erstveröffentlichung: 28. April 2010 |
| 2014 | Album Collection              | — | JP85 (1 Wo.)JP | Erstveröffentlichung: 26. März 2014  |
| 2014 | Single Collection             | — | JP87 (1 Wo.)JP | Erstveröffentlichung: 26. März 2014  |

## Fernsehen
Die Gruppe hatte einige eigene Fernsehsendungen.
- 2009: Kara’s Meta Friends
- 2009–2010: Kara Bakery
- 2011: URAKARA

## Auszeichnungen
- 2009
  - Mnet Asian Music Awards [Dance Music sang] („Honey“)
  - Melon Music Awards: Top 10[31]
- 2010
  - 16th Korean Entertainment Arts Awards: Best Female Singer
  - High1 Seoul Music Awards: Bonsang (Main Prize)[32]
  - 52nd Japan Record Awards: Premium Box Award
- 2011
  - 25th Japan Gold Disc Award in der Kategorie The Best 3 New Artists (International)[33][34]
  - 25th Japan Gold Disc Award in der Kategorie New Artist of the Year (International)
  - 2011 Korean Ministry of Culture and Tourism: Content Industry Award (Special Honor)
- 2012
  - Japan Gold Disc Award in den Kategorien Best 3 Albums, Song of the Year by Download, Best 5 Song by Download, Best Music Videos, Best Asian Artist[35]

## Belege
1. ↑  KARA girl group makes comeback with 'Move Again', check out here. In: The Economic Times. 29. November 2022, ISSN 0013-0389 (indiatimes.com [abgerufen am 1. Februar 2024]).
2. ↑  원조의 아성에 도전하는 2기 그룹들 (Memento vom 5. Mai 2009 im Internet Archive) auf Mnet.com vom 5. April 2007. Abgerufen am 7. September 2011 (koreanisch).
3. ↑  카라 “‘제2의 핑클’은 프리미엄이자 짐”. 데뷔앨범 ‘Blooming’ 발표. In: StarNews. 5. April 2007, abgerufen am 7. September 2011 (koreanisch).
4. ↑  Kim Yeong-hyeon: 카라 “핑클과 비교될 정도로 잘하고 싶어”. In: hankooki.com. 1. Mai 2007, abgerufen am 7. September 2011 (koreanisch).
5. ↑  카라, ‘프리티 걸’ 뮤비 공개…미니 2집 활동 본격 돌입 예고. In: news.mk.co.kr. 3. Dezember 2008, archiviert vom Original am 5. Mai 2009; abgerufen am 7. September 2011 (koreanisch).
6. ↑  Park Geon-uk: 카라, 감기 피로누적으로 '집단 응급실행'…큰 이상 없어. In: asiae.co.kr. 19. Dezember 2008, abgerufen am 10. September 2011 (koreanisch).
7. ↑  Choi Dae-han: 카라 '하니' 후속곡으로 결정! In: Today Korea. 2. Februar 2009, archiviert vom Original (nicht mehr online verfügbar) am 6. Mai 2009; abgerufen am 10. September 2011 (koreanisch).  Info: Der Archivlink wurde automatisch eingesetzt und noch nicht geprüft. Bitte prüfe Original- und Archivlink gemäß Anleitung und entferne dann diesen Hinweis.
8. ↑  카라하니, 달려라 하니? “‘프리티걸’ 인기에 이어 달릴 거야!!” In: JKStars.com. 2. Februar 2009, abgerufen am 2. Februar 2009 (koreanisch).
9. ↑  카라 “소녀시대 게 섯거라” 데뷔 2년만에 TV 첫 1위 눈물 울먹울먹. In: Joins. Newsen, 9. März 2009, archiviert vom Original (nicht mehr online verfügbar) am 5. Mai 2009; abgerufen am 10. September 2011 (koreanisch).  Info: Der Archivlink wurde automatisch eingesetzt und noch nicht geprüft. Bitte prüfe Original- und Archivlink gemäß Anleitung und entferne dann diesen Hinweis.
10. ↑  Kim Hyeong-u: 카라 ‘Wanna’ 뮤비 전격 공개 ‘성숙해진 깜찍발랄 매력 폴폴’. In: JoongAng Ilbo. Newsen, 29. Juli 2009, abgerufen am 15. Dezember 2011 (koreanisch).
11. ↑  카라 ‘엉덩이춤’ 눈길 확~ 대박 조짐. In: JoongAng Ilbo. Newsen, 5. August 2009, abgerufen am 15. Dezember 2011 (koreanisch).
12. ↑  Kim Won-gyeong: 실룩샐룩! 카라 ‘엉덩이’에 CF계 홀렸다. In: Nate. 18. November 2009, abgerufen am 15. Dezember 2011 (koreanisch).
13. ↑  카라 한승연, 데뷔 3년만에 '뮤뱅' 첫 1위 눈물 '그래도 예뻐'. Abgerufen am 1. Februar 2024.
14. ↑  Girl group Kara to debut in Japan. 9. Mai 2010, abgerufen am 1. Februar 2024 (englisch).
15. ↑  Kara Mister – the first girl's group to sell 2 million copies in Japan. mykpopnote. Abgerufen am 1. Februar 2024.
16. ↑  카라 한국어 앨범으로 日 첫 10만장 판매 의미는? : 네이트 연예. Abgerufen am 1. Februar 2024 (koreanisch).
17. ↑  KOFICE 7th Asia Song Festival. Abgerufen am 1. Februar 2024.
18. ↑  티브이데일리(TVdaily) TV Daily. Abgerufen am 1. Februar 2024.
19. ↑  카라 ‘점핑’ 뮤직뱅크 1위 폭발 ‘한일 동시 정상 석권 기염!’ : 네이트 연예. Abgerufen am 1. Februar 2024 (koreanisch).
20. ↑  카라 강지영, '점핑' 인기가요 1위에 눈물 왈칵. Abgerufen am 1. Februar 2024.
21. ↑  KARA、アジア女性グループ6年9ヶ月ぶりアルバム初週10万枚突破. 4. März 2015, abgerufen am 1. Februar 2024.
22. ↑  카라, 180억 매출 올려 日 신인 1위.. 소녀시대 120억 2위 : 네이트 연예. Abgerufen am 1. Februar 2024 (koreanisch).
23. ↑  【年間ランキング】新人セールス1、2位はKARA＆少女時代 K-POP勢が席巻. 4. März 2015, abgerufen am 1. Februar 2024.
24. ↑  카라 새싱글 수익금, 일본 지진 피해자들에 전액기부. In: Newsen. 15. März 2011, abgerufen am 15. Januar 2012 (koreanisch).
25. ↑  Nicole leaving KARA. The Korea Times vom 14. Januar 2014 (englisch).
26. ↑  Ji-young leaves Kara, too. Korea JoongAng Daily vom 16. Januar 2014 (englisch).
27. ↑  KARA breaks up. In: Korea Times. 15. Januar 2016, abgerufen am 17. Januar 2016.
28. 1 2 3 4  KARA Members Profile (Updated!). In: kprofiles.com. 18. Juni 2016, abgerufen am 9. Juli 2024 (amerikanisches Englisch).
29. 1 2 3 4 5 6 7  Chartquellen: KR JP
30. 1 2 3 4 5 6 7  Auszeichnungen für Musikverkäufe: JP JP2
31. ↑  Sieger der Melon-Awards 2009. Abgerufen am 15. Dezember 2011 (koreanisch).
32. ↑  Park Kun-ouc: Girls’ Generation scores triple win at Seoul Music Awards. In: 10asia. 4. Februar 2010, archiviert vom Original (nicht mehr online verfügbar) am 30. November 2015; abgerufen am 15. Dezember 2011 (englisch).  Info: Der Archivlink wurde automatisch eingesetzt und noch nicht geprüft. Bitte prüfe Original- und Archivlink gemäß Anleitung und entferne dann diesen Hinweis.
33. ↑  golddisc.jp
34. ↑  riaj.or.jp (PDF; 519 kB)
35. ↑  Daum newswire